# Il pirata
Il pirata (deutsch: Der Pirat) ist eine romantische Oper in zwei Akten von Vincenzo Bellini. Das Libretto hat Felice Romani auf Grundlage des Romans Bertram or the Castle of St. Aldobrand von Charles Robert Maturin verfasst. Bellinis dritte Oper war eine Auftragsarbeit für die Mailänder Scala, an der am 27. Oktober 1827 die Uraufführung stattfand.

## Inhalt

### Erster Akt
Schiffbrüchige und besiegte Piraten, darunter ihr Anführer Gualtiero und sein Gefährte Itulbo, landen während eines Sturmes an der sizilianischen Küste nahe Caldora. Gualtiero trifft den Mönch Goffredo, in dem er seinen ehemaligen Lehrer wiederfindet, und fragt auch nach seiner geliebten Imogene (die er aus politischen Gründen verlassen musste, nachdem die Anjou die Staufer aus Sizilien vertrieben haben und jetzt die Aragonesen Ansprüche auf die Herrschaft stellen). Der Mönch verschweigt die wahren Sachverhalte, die Gualtiero erst ahnt, als die Fürstin von Caldora – die Gattin des jetzigen Fürsten Ernesto – kommt, die die Schiffbrüchigen – von denen sie noch nicht weiß, dass sie Piraten sind – im Land aufnimmt. In ihr erkennt Gualtiero seine ehemalige Geliebte. Aber noch verhindern Goffredo und Itulbo eine Begegnung, obwohl auch die Fürstin den geheimnisvollen Fremden gesehen hat. Der Mönch fürchtet ein bitteres Ende, wenn sich beide wirklich begegnen.
Die Piraten feiern ihre Rettung. Doch das Interesse der Fürstin an dem geheimnisvollen Fremden und ihr Mitleid sind geweckt. Sie lässt ihn vorladen. Dabei gibt Gualtiero seine wahre Identität preis und erfährt, dass Imogene den Fürsten Ernesto heiraten musste, um ihren gefangenen Vater vor dem Tod zu retten. Gualtiero fühlt sich von seiner ehemaligen Geliebten betrogen. Als Imogenes Kind, das sie von Ernesto hat, herbeigebracht wird, ist er sogar nahe daran, dieses zu ermorden, tut es aber aus Liebe zur Mutter nicht.
Nach dieser Begegnung ist Imogene äußerst verstört, während Ernestos Seeleute ihren Seesieg gegen die – wie sie glauben – besiegten Piraten feiern. Ernesto fällt Imogenes Verstörung auf, er will sich genauer über die angekommenen Schiffbrüchigen informieren und lädt deren Anführer sowie den Einsiedler vor. Als Kapitän gibt sich jetzt Gualtieros Gefährte Itulbo aus, um Gualtiero zu schützen, der sich vor Wut kaum halten kann. Zuerst beabsichtigt der Fürst, die Seeleute in Gefangenschaft nehmen, bis er mehr über sie weiß, aber auf Imogenes Bitten will er sie am nächsten Tag frühmorgens abfahren lassen. Zuletzt verlangt der wütende Gualtiero heimlich eine weitere Aussprache von Imogene.

### Zweiter Akt

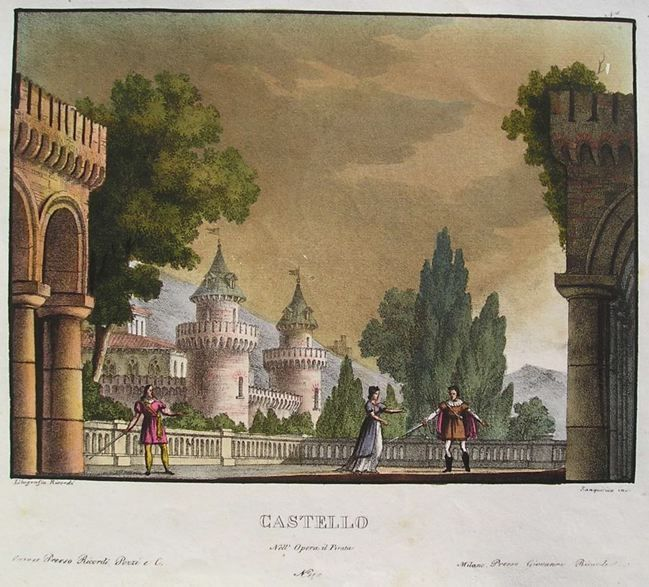
Alessandro Sanquirico: Bühnenbild der zweiten Szene des zweiten Akts

Während Imogene in der Nacht darauf wartet, kommt überraschend Ernesto, um sie wegen ihres neuerdings so reservierten und distanzierten Verhaltens ihm gegenüber zur Rede zu stellen. Im Laufe der Unterredung kommt die ganze Wahrheit ans Licht, weil auch eine Nachricht gebracht wird, dass Piraten und Gualtiero im Land seien. Vor Wut schlägt Ernesto alle Warnungen Imogenes in den Wind, dass Gualtiero ihn und den Sohn töten könnte.
Als sich dann Gualtiero und Imogene treffen, gibt es für Gualtiero nur zwei Alternativen: Entweder Imogene flüchtet mit ihm oder er bringt Ernesto um und übergibt sich selbst der Todesstrafe. Fast kann sie ihn dennoch zur Abfahrt bewegen, da tritt Ernesto dazwischen. Der Streit führt zu einem Zweikampf (in dem Ernesto getötet wird).
Gualtiero stellt sich, um seine Verurteilung und Bestrafung zu erwarten. Beides folgt unausweichlich in Anwesenheit Imogenes, obwohl Gualtieros Getreue vor ihrer Flucht ganz am Schluss noch einmal versuchen, ihn zu befreien. Das will er nicht.
Imogene ihrerseits ist über dem ganzen Seelenleid wahnsinnig geworden und erwartet den eigenen Tod.

## Gestaltung

### Instrumentation
Die Orchesterbesetzung der Oper enthält die folgenden Instrumente:
- Holzbläser: zwei Flöten (2. auch Piccolo), zwei Oboen, Englischhorn, zwei Klarinetten, zwei Fagotte
- Blechbläser: Serpent, vier Hörner, zwei Trompeten, drei Posaunen, Cimbasso
- Pauken, Schlagzeug: Große Trommel, Kleine Trommel, kleines Becken, Tamtam
- Harfe
- Streicher
- Bühnenmusik: nicht differenziert

### Musiknummern
- Sinfonia – Allegro con fuoco, Andante maestoso, Allegro agitato

Erster Akt
- Nr. 1. Introduktion: Ciel! qual procella orribile – Allegro agitato assai (Chor)
- Nr. 2. Szene und Cavatine: Nel furor delle tempeste (Gualtiero)
  - Rezitativ: Io vivo ancora!(Gualtiero, Solitario, Itulbo)
  - Tempo d’attacco – Allegro moderato: Nel furor delle tempeste (Gualtiero)
  - Tempo di mezzo – Allegro: Del disastro di questi infelici (Chor)
  - Cabaletta – Allegro moderato: Per te di vane lagrime (Gualtiero, Itulbo, Solitario, Chor)
- Nr. 3. Szene und Cavatine: Lo sognai ferito, esangue (Imogene)
  - Preludio – Maestoso
  - Rezitativ: Sorgete; è in me dover – Allegro
  - Cantabile – Andante mosso assai: Lo sognai ferito, esangue (Imogene, Adele, Chor)
  - Tempo di mezzo – Allegro mosso: Cielo! è dessa! (Imogene, Itulbo, Adele, Gualtiero, Chor)
  - Cabaletta: Sventurata, anch’io deliro – Allegro moderato
- Nr. 4. Chor der Piraten: Viva! viva!… – Allegro brillante
- Nr. 5. Szene: Ebben?… Verrà… (Imogene, Adele)
- Nr. 6. Szene und Duett: Tu sciagurato! Ah! fuggi… (Imogene, Gualtiero)
  - Rezitativ: Perché cotanta io prendo d’uno stranier pietà? – (Andante, Andante sostenuto) (Imogene, Gualtiero)
  - Arioso: Se un giorno fia che ti tragga – Andante mosso
  - Tempo d’attacco: Tu sciagurato! Ah! fuggi… – Allegro
  - Cantabile: Pietosa al padre! und meco – Andante sostenuto
  - Tempo di mezzo: Alcun s’appressa – Allegro
  - Cabaletta: Bagnato dalle lagrime – Allegro
- Nr. 7. Szene: Grazie, pietoso ciel – Allegro moderato (Imogene, Adele)
- Nr. 8. Marcia und Chor: Più temuto, più splendido nome – Moderato (Fa maggiore)
  - Tempo di mezzo: Più temuto, più splendido nome – Allegro (Chor)
- Nr. 9. Cabaletta: Sì, vincemmo, und il pregio io sento – Allegro marziale (Ernesto)
- Nr. 10. Finale I: Parlarti ancor per poco (Gualtiero, Imogene, Ernesto, Itulbo, Solitario, Adele, Chor)
  - Rezitativ: M’abbraccia, o donna – Allegro
  - Tempo d’attacco: All’accento, al manto, all’armi – Allegro
  - Cantabile: Parlarti ancor per poco – Largo agitato
  - Tempo di mezzo: Ebben; cominci, o barbara, la mia vendetta – Allegro
  - Stretta: Ah! partiamo, i miei tormenti – Allegro molto agitato

Zweiter Akt
- Nr. 11. Introduktion: Che rechi tu? – Allegro moderato (Chor, Adele)
- Nr. 12. Szene: Vieni; siam sole alfin (Imogene, Adele)
- Nr. 13. Szene und Duett: Tu m’apristi in cor ferita (Imogene, Ernesto)
  - Rezitativ: Arresta. Ognor mi fuggi! – Allegro
  - Tempo d’attacco: Tu m’apristi in cor ferita – Allegro moderato
  - Cantabile: Ah! lo sento: fra poco disciolta – Larghetto
  - Tempo di mezzo (ripresa del tempo d’attacco): Che rechi? – Allegro moderato
  - Cabaletta: Ah! fuggi, spietato, l’incontro fatale – Allegro assai
- Nr. 14. Szene: Lasciami, forza umana – Allegro molto (Gualtiero, Itulbo)
- Nr. 15. Szene, Duett und Terzett: Vieni: cerchiam pe’ mari (Imogene, Gualtiero, poi Ernesto)
  - Rezitativ: Eccomi a te, Gualtiero – Allegro agitato
  - Tempo d’attacco: Vieni: cerchiam pe’ mari – Allegro moderato
  - Tempo di mezzo: Crudele! und vuoi? – Allegro moderato (Ernesto)
  - Cantabile: Cedo al destino orribile – Andante sostenuto
  - Tempo di mezzo: Parti alfine – Allegro
  - Stretta: Va, t’allontana – Più mosso
- Nr. 16. Szene: Sventurata! fa core (Imogene, Adele)
- Nr. 17. Chor: Lasso! perir così – Allegro assai maestoso
- Nr. 18. Szene und Arie: Tu vedrai la sventurata (Gualtiero)
  - Rezitativ: Giusto ciel! Gualtiero! – Allegro maestoso (Adele, Chor, Gualtiero)
  - Cantabile: Tu vedrai la sventurata – Larghetto maestoso
  - Tempo di mezzo: Già s’aduna il gran consesso – Allegro moderato (Chor, Gualtiero, Adele)
  - Cabaletta: Ma non fia sempre odiata – Allegro cantabile
- Nr. 19. Szene: Udiste! È forza, amiche (Adele, Chor)
- Nr. 20. Szene und Arie: Col sorriso d’innocenza (Imogene)
  - Preludio – Andante maestoso, Cantabile (assolo di corno inglese)
  - Rezitativ: Oh! s’io potessi dissipar le nubi
  - Cantabile: Col sorriso d’innocenza
  - Tempo di mezzo: Qual suono ferale – Allegro, Maestoso, Allegro
  - Cabaletta: Oh, sole! ti vela di tenebre oscure – Allegro giusto

## Geschichte
Il pirata gilt als Prototyp der romantischen Oper in Italien, ähnlich wie Webers Freischütz in Deutschland oder Meyerbeers Robert le diable in Frankreich. Darüber hinaus gilt die abschließende Wahnsinnsszene der Imogene als ein Paradebeispiel mit Vorbildcharakter für die weitere Entwicklung dieses Genres.
Bei der Uraufführung am 27. Oktober 1827 im Teatro alla Scala in Mailand sangen Antonio Tamburini (Ernesto), Henriette Méric-Lalande (Imogene), Giovanni Battista Rubini (Gualtiero), Lorenzo Lombardi (Itulbo), Pietro Anzilioni (Goffredo) und Maria Sacchi (Adele). Das Bühnenbild stammte von Alessandro Sanquirico.

Sänger der Uraufführung von 1827
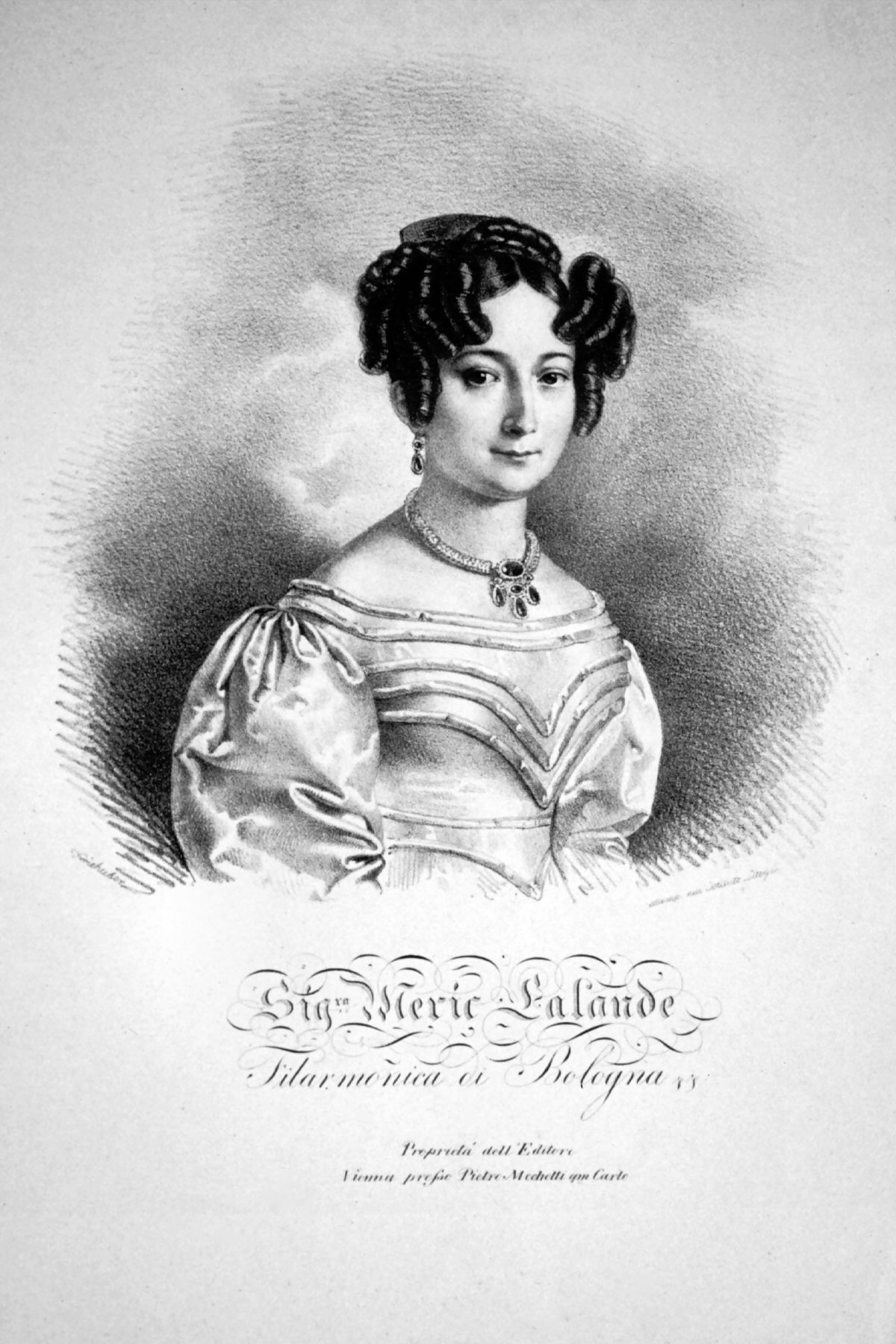
Enrichetta Mèric-Lalande (Imogene)
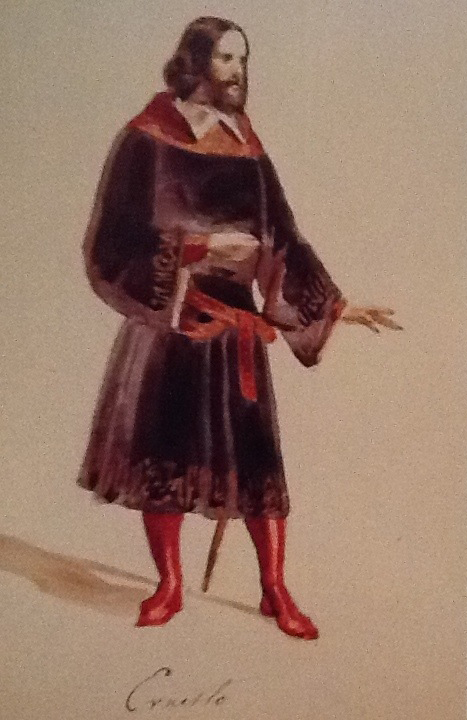
Antonio Tamburini (Ernesto)
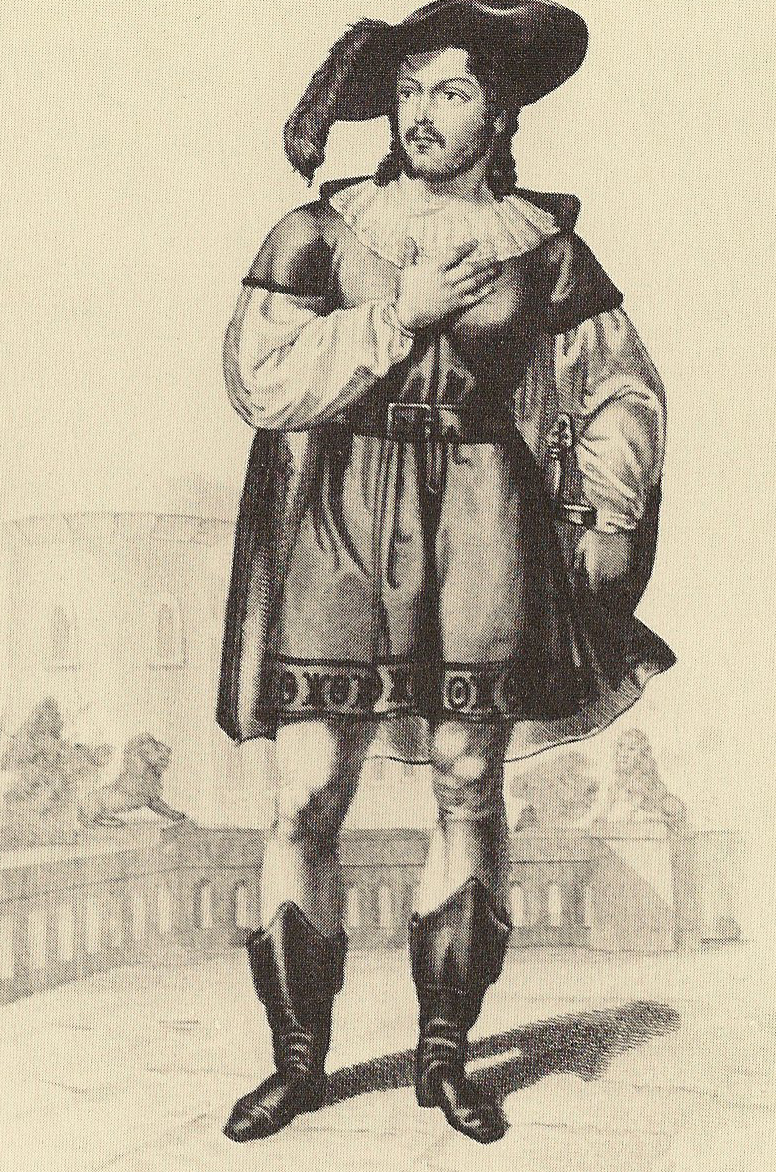
Giovanni Battista Rubini (Gualtiero)

Die Oper war Bellinis internationaler Durchbruch. An die Uraufführung schlossen sich Aufführungen in Wien 1828, Dresden 1829, London 1830, Madrid 1830, Paris 1832, New York 1832, Havanna 1834, Petersburg 1843 und Buenos Aires 1850 an. Dann fiel die Oper in Vergessenheit.
Nach ersten Wiederbelebungsversuchen in Rom 1935, Catania 1951 und Palermo 1958 gelang es erst Maria Callas durch ihre Interpretation der Imogene in der Neueinstudierung des Werkes an der Mailänder Scala 1958, das Werk dauerhaft zurück ins Bewusstsein der Opernwelt zu bringen. Erfolge als Imogene feierte auch Montserrat Caballé. Renée Fleming sang diese Rolle 2002 an der New Yorker Metropolitan Opera und Sonya Yoncheva 2018 an der Mailänder Scala.

## Diskografie (Auswahl)
- 1959; Nicola Rescigno; Maria Callas, Pier Miranda Ferraro, Constantino Ego, Chester Watson; American Opera Society Orchestra and Chorus; Audio CD: EMI Classics (live Mitschnitt)
- 1967; Franco Capuana; Montserrat Caballé, Flavio Labo, Piero Cappuccilli, Giuseppe Baratti, Orchester Maggio Musicale Fiorentino; Audio CD: Opera d’Oro
- 1970; Gianandrea Gavazzeni; Montserrat Caballé, Bernabé Martí, Piero Cappuccilli, Ruggero Raimondi; Chor und Orchester Radiotelevisione Italiana; Audio CD: EMI Classics
- 1994; Marcello Viotti; Lucia Aliberti, Stuart Neill, Roberto Frontali, Kelly Anderson; Orchester der Deutschen Oper Berlin; Audio CD: Berlin Classics
- 2003; Bruno Campanella; Renée Fleming, Marcello Giordani, Dwayne Croft, Tigran Martirossian; Metropolitan Opera Orchestra and Chorus; Audio CD: Celestial Audio (live Mitschnitt)
- 2012; David Parry; Carmen Giannattasio, Jose Bros, Mark Le Brocq, Ludovic Tezier; London Philharmonic Orchestra, Geoffrey Mitchell Choir; Audio CD: Opera Rara